# Euphorbia cheiradenia
Euphorbia cheiradenia är en törelväxtart som beskrevs av Pierre Edmond Boissier och Rudolph Friedrich Hohenacker. Euphorbia cheiradenia ingår i släktet törlar, och familjen törelväxter. Inga underarter finns listade i Catalogue of Life.